# Antoine de Ponnat
Antoine Marie Gabriel de Ponnat, dit Antoine de Ponnat, né le 12 juin 1840 à Gueugnon (Saône-et-Loire) et mort le 30 septembre 1905 à Rigny-sur-Arroux (Saône-et-Loire), est un journaliste et écrivain français.
Ami d'Auguste Blanqui, c'est un ardent partisan de la libre-pensée. Le syndicaliste Maurice Dommanget le qualifie de « pilier de bibliothèque, érudit et maniaque d’athéisme ».

## Biographie
Antoine de Ponnat appartient à une ancienne famille issue d'une lignée du Dauphiné. Il est le fils d'Antoine Joseph de Ponnat (1815-1884) et de Claudine Voiret de Terzé (1821-1895). Son père est maire de Gueugnon dans les années 1840 et la famille acquiert le château de la Vesvre à Rigny-sur-Arroux. Il épouse Marie Joséphine Sidonie Berger du Sablon à Paray-le-Monial le 26 avril 1870.
Admirateur de Louis de Potter, il fait paraître son premier ouvrage en 1862 sous le pseudonyme de Baron de Pontan, comportant deux textes dont le second est une réédition du Catéchisme catholique-romain de Louis de Potter. La première partie de l'ouvrage, La croix ou la mort, est un appel aux évêques ayant assisté au concile œcuménique de Rome en 1862,.
Dans l'article L'Eglise et l'esclavage, paru dans la Revue moderne en 1865 (p. 506-515), il réfute un par un les arguments publiés dans un article de la Correspondance de Rome qui veut prouver que l'Eglise a aboli l'esclavage.
Il collabora à La Patrie en danger et au Candide de Blanqui et fut condamné, en août 1865, à trois mois de prison à Sainte-Pélagie et 100 F d’amende, puis au Démocrite, hebdomadaire lancé par Raoul Rigault en 1868, enfin, en 1870, à la Libre Pensée de Henry Verlet et Charles Gouhier, à l’Excommunié paraissant à Lyon.
Charles da Costa (Les blanquistes, 1912, p. 24) écrit que le baron de Ponnat, « ami de Blanqui » et correspondant parisien du journal Le Phare de la Loire, y publia la défense de Gustave Tridon lors du procès des 41 participants à la réunion de blanquistes du 7 novembre 1866. Toujours selon Da Costa (p. 26) : « Blanqui faisait, en effet, d’assez fréquentes visites à Paris ; il y vivait sous le nom de M. Bernard, tantôt chez Eudes, au quartier Latin, tantôt aux Batignolles, chez le baron de Ponnat, dans une maison à double issue, pour pouvoir s’échapper en cas de surprise de la police ».
Il est présent au Congrès de la paix à Genève en 1867. A la proclamation de la Troisième république, le 4 septembre 1870, il est fait commissaire de police des Batignolles.
Ami de Jules Vallès, il est connu pour ses discours prononcés lors d'enterrements civils. Sur la tombe du jeune ouvrier, Louis Genton, dont le père était à Sainte-Pélagie, il déclarait à la foule assemblée : « Nous n'envions pas plus vos pierres que votre immortalité et votre foi. Nous ne croyons pas à l'orgueilleuse vie future. Nous avons une immortalité réelle, celle qui est dans les esprits et dans les cœurs, l'immortalité du souvenir ».

Il s'est illustré en envoyant à ses amis des lettres faire-part bordées de noir quand sa fille entra au couvent :
M. le baron de Ponnat a la douleur de vous annoncer la perte cruelle qu'il vient de faire en la personne de sa fille cadette, Melle de Ponnat, que la superstition a enfermée toute vive au noviciat de Conflans (Seine) pour la plus grande gloire de Dieu et des Dames du Sacré-Cœur.
En 1882, il publie l'Histoire des variations et contradictions de l'Église romaine, « véritable encyclopédie méthodique de la libre pensée », qualifiée par le journal La fraternité, comme « indispensable à tous ceux qui luttent pour la libre pensée ». En introduction à cet ouvrage en 2 volumes, l'auteur s'adressant à Agathon de Potter, dit s'être appuyé sur l'Histoire politique et critique du christianisme publiée par le père de celui-ci (1836-37). L'auteur préface ainsi ses travaux : « il existe [...], à notre époque d’études et de sciences positives, une foule de philosophes décidés à rompre avec tous les préjugés du cléricalisme. C’est pour eux que je me décide à publier aujourd’hui l’ouvrage auquel j’ai consacré ma vie. [...] On trouvera là, [...] tout ce qu’il importe de connaître, [...] pour soutenir avec avantage la polémique anti-cléricale ».

## Confusion probable avec son père
Même si les sources du Maitron identifient Antoine Marie Gabriel de Ponnat comme étant le baron Antoine de Ponnat, blanquiste et auteur des ouvrages cités, certaines sources semblent indiquer une confusion avec son père, dont le prénom est aussi Antoine. En effet, le baron libre-penseur est décrit dans Mes cahiers rouges de Maxime Vuillaume comme ayant la cinquantaine à l'époque de la Commune :
Une note spéciale à ce brave baron de Ponnat, baron authentique, blanquiste et athée.

Épais, chauve, vers la cinquantaine, toujours trottinant, le baron arrive, dépose sur sa table une énorme serviette bourrée de papiers, les notes qu’il a prises à la Bibliothèque impériale pour son Histoire des variations de l’Église, parue plus tard, en deux volumes, chez Charpentier.
Le baron Antoine Joseph de Ponnat né en 1815 avait bien la cinquantaine entre 1865 et 1870, alors que son fils, objet de cet article n'avait pas 30 ans. Il est également décrit comme blanquiste et auteurs des ouvrages cités dans les archives de la franc-maçonnerie,.

L'article paru dans La Justice du 24 septembre 1884, à la mort du baron Antoine Joseph, décrit bel et bien un libre-penseur et rapporte que son fils aurait œuvré pour le ramener au catholicisme sur son lit de mort. On y notera la reproduction d'un courrier testament du baron Antoine de Ponnat père précisant ses volontés, où il demande qu'on interdise l'accès de sa chambre à son cher fils Antoine, et indique ceci :
J'ai vécu depuis trente ans dans la haine de l'Eglise, et je veux mourir comme j'ai vécu dans la même haine. Il va sans dire, mon cher Michard, que vous devrez également fermer ma porte à tout dévot ou dévote qui tenterait d'assister à mes derniers moments.

## Publications
- 1862 : La croix ou la mort. Discours aux évêques qui ont assisté au dernier concile œcuménique de Rome (Pentecôte 1862) : suivi du Catéchisme catholique-romain par Louis de Potter[5]
- 1882 : Histoire des variations et contradictions de l'Église romaine